# ラベリング理論
ラベリング理論（ラベリングりろん、英語: labeling theory）とは、ヒトの「逸脱行動」に関する理論であり、1960年代にシカゴ学派に属する、ハワード・ベッカーらによって提唱された。従来の「逸脱行動」を単なる社会病理現象として扱ってきたアプローチとは一線を画し、「逸脱」というのは、行為者の内的な属性ではなく、周囲からのラベリング、すなわち「レッテル貼りによって生み出されるものだ」と捉える。

## 従来型の理論との相違点
ラベリング理論が発表される前までの逸脱に対する社会病理学的なアプローチでは、例えば「髪を染めている者が『不良』だ」などと勝手に定義するため「『不良の定義』は客観的に成立する」としてしまうような、非常に単純な考え方をしていた。だが、ベッカーは1963年に初版が発刊されたOutsidersにおいてそうした考え方を排し、「逸脱などの行為は、他者からのラベリング（レッテル貼り）によって生み出される」と指摘した。なお、ネガティブなラベルは「社会的スティグマ」または単に「スティグマ」と呼ぶ。
従来の逸脱論が逸脱者にばかり着目していた。これに対してラベリング理論では、規則を作成し執行する人々と逸脱者を対等に扱い、双方の相互作用の過程として逸脱を捉えていった。

## 歴史
ベッカーの理論は、ロバート・キング・マートンの自己成就的予言や、1951年にE・M・レマートが発表した第2次逸脱といった概念に基いて発展した。なお、ベッカーは『アウトサイダーズ』において、マリファナ使用者やジャズメンへの聴き取り調査や参与観察を行った。そうした調査結果に基いて理論を構築していった手際の良さによって、『アウトサイダーズ』はしばしば社会学研究の手本とも見なされている。こうして形成されていったベッカーの理論は、やがて「ラベリング理論」と呼ばれるようになり、逸脱論の中に新たな流れを作り出していった。その意味でラベリング理論は、社会学史上の重要な理論と言える。
このラベリング理論は後にJ・I・キツセやM・B・スペクターらにより、構築主義へと展開されていった。